# Championnat du Nigeria de football 2002
Navigation
Saison précédente Saison suivante
La saison 2002 du Championnat du Nigeria de football est la douzième édition de la première division professionnelle à poule unique au Nigeria, la First Division League. Dix-huit clubs prennent part au championnat qui prend la forme d'une poule unique où toutes les équipes se rencontrent deux fois au cours de la saison. À la fin du championnat, les quatre derniers du classement sont relégués et remplacés par les quatre meilleures équipes de Division II, la deuxième division nigériane.
C'est le club d'Enyimba FC, tenant du titre, qui remporte à nouveau le championnat après avoir terminé en tête du classement final, avec quatre points d'avance sur Enugu Rangers et cinq sur Kano Pillars. C'est le 2e titre de champion du Nigeria de l'histoire du club.

## Les clubs participants
| - Julius Berger FC - Sharks FC - Plateau United - Enyimba FC - Jigawa Golden Stars - Enugu Rangers - Gombe United FC - Bendel Insurance - Kano Pillars - Promu de Division II | - Wikki Tourists FC - Iwuanyanwu Nationale - Jasper United - NPA FC - El-Kanemi Warriors - Sunshine Stars FC - Promu de Division II - Lobi Stars FC - Gabros International - Yobe Stars FC - Promu de Division II |

## Compétition
Le barème de points servant à établir le classement se décompose ainsi :
- Victoire : 3 points
- Match nul : 1 point
- Défaite : 0 point

### Classement
| Rang | Équipe                | Pts | J  | G  | N  | P  | Bp | Bc | Diff |
| ---- | --------------------- | --- | -- | -- | -- | -- | -- | -- | ---- |
| 1    | Enyimba FC (T)        | 61  | 34 | 18 | 7  | 9  | 34 | 19 | +15  |
| 2    | Enugu Rangers         | 57  | 34 | 17 | 6  | 11 | 42 | 30 | +12  |
| 3    | Kano Pillars (P)      | 56  | 34 | 17 | 5  | 12 | 40 | 35 | +5   |
| 4    | Iwuanyanwu Nationale  | 54  | 34 | 17 | 3  | 14 | 41 | 31 | +10  |
| 5    | Bendel Insurance      | 53  | 34 | 15 | 8  | 11 | 35 | 27 | +8   |
| 6    | Julius Berger FC (C)  | 52  | 34 | 15 | 7  | 12 | 32 | 25 | +7   |
| 7    | Sunshine Stars FC (P) | 50  | 34 | 15 | 5  | 14 | 36 | 34 | +2   |
| 8    | Gombe United FC       | 49  | 34 | 16 | 1  | 17 | 36 | 43 | -7   |
| 9    | Sharks FC             | 48  | 34 | 13 | 9  | 12 | 41 | 39 | +2   |
| 10   | Wikki Tourists FC     | 48  | 34 | 15 | 3  | 16 | 33 | 34 | -1   |
| 11   | Gabros International  | 47  | 34 | 15 | 2  | 17 | 31 | 36 | -5   |
| 12   | Lobi Stars FC         | 46  | 34 | 14 | 4  | 15 | 34 | 37 | -3   |
| 13   | Jigawa Golden Stars   | 46  | 34 | 14 | 4  | 16 | 33 | 37 | -4   |
| 14   | Plateau United        | 44  | 34 | 13 | 5  | 16 | 28 | 29 | -1   |
| 15   | NPA FC                | 41  | 34 | 10 | 11 | 13 | 26 | 29 | -3   |
| 16   | Yobe Desert Stars (P) | 39  | 34 | 11 | 6  | 17 | 26 | 36 | -10  |
| 17   | El-Kanemi Warriors    | 39  | 34 | 10 | 9  | 15 | 24 | 33 | -9   |
| 18   | Jasper United         | 35  | 34 | 9  | 8  | 17 | 23 | 48 | -25  |

|  | Qualification pour la Ligue des champions de la CAF 2003                                 |
|  | Qualification pour la Coupe des Coupes 2003                                              |
|  | Qualification pour la Coupe de la CAF 2003                                               |
|  | Relégation en Division Two                                                               |
|  | (T) : Tenant du titre (C) : Vainqueur de la Coupe du Nigeria (P) : Promu de Division Two |

## Bilan de la saison
| Championnat du Nigeria de football 2002 |                       |
| Champion                                | Enyimba FC (2e titre) |
| Coupes et trophées                      |                       |
| Vainqueur de la Coupe du Nigeria 2002   | Julius Berger FC      |
| Qualifications continentales            |                       |
| Ligue des champions de la CAF 2003      | Enyimba FC            |
| Coupe des Coupes 2003                   | Julius Berger FC      |
| Coupe de la CAF 2003                    | Enugu Rangers         |
| Promotions et relégations               |                       |
| Promus en First Division                | Kwara United FC       |
| Promus en First Division                | Dolphin FC            |
| Promus en First Division                | Delta United          |
| Promus en First Division                | Niger Tornadoes       |
| Relégués en Division II                 | NPA FC                |
| Relégués en Division II                 | Yobe Stars FC         |
| Relégués en Division II                 | El-Kanemi Warriors    |
| Relégués en Division II                 | Jasper United         |